# Flagstaff War
Der Flagstaff War, auch Hone Heke’s Rebellion, Northern War oder First Māori War genannt, war eine kriegerische Auseinandersetzung in Neuseeland. Sie fand vom 11. März 1845 bis zum 11. Januar 1846 in der Region der Bay of Islands statt. Der Konflikt steht für die  Herausforderung der britischen Autorität durch Hone Heke, bei der der britische Flaggenmast auf dem Flagstaff Hill (Maiki Hill) bei Kororareka, heute Russell, viermal gefällt wurde. Der Flaggenmast war einst ein Geschenk von Hone Heke an den ersten britischen Residenten, James Busby.
Der Krieg umfasst mehrere Gefechte, darunter die Schlacht von Kororareka bei Russell am 11. März 1845, die Schlacht von Ohaeawai am 23. Juni 1845 und die Belagerung des Pā in Ruapekapeka vom 27. Dezember 1845 bis zum 11. Januar 1846.

## Ursachen
Der Vertrag von Waitangi wurde am 6. Februar 1840 erstunterzeichnet und ein Konflikt zwischen der britischen Krone und den Iwi war in der Folge vorprogrammiert. Vordergründig schuf der Vertrag eine gesetzliche Grundlage für die Anwesenheit der Briten in Neuseeland. Er wird noch heute als eigentliches Gründungsdokument Neuseelands angesehen. Allerdings verstanden beide Parteien – und in der Tat sogar die meisten einzelnen Unterzeichner – den Vertrag unterschiedlich. Die Māori glaubten, der Vertrag garantiere ihnen den weiteren Besitz ihres Landes und den Schutz ihrer Gebräuche. Viele Briten dachten, dass er das Land für die Masseneinwanderung und Besiedlung geöffnet habe. Am 21. Mai 1840 wurde Neuseeland formell von der britischen Krone annektiert. 1841 wurde die Hauptstadt nach Auckland, etwas mehr als 200 km südlich von Waitangi verlegt.
In der Bay of Islands war Hone Heke, einer der Erstunterzeichner des Vertrages von Waitangi, zunehmend unzufrieden mit dem Ergebnis der Unterzeichnung. Unter anderem störte Heke die Verlegung der Hauptstadt nach Auckland. Auch hatte der Governor in Council einen Zoll auf alltägliche Handelswaren eingeführt. Dies führte zu einem drastischen Rückgang der Walfänger, die Kororareka ansteuerten. Zuvor lagen ständig bis zu 20 Walfangschiffe in der Bay of Islands. Der Rückgang der Schiffe verursachte einen starken Rückgang der Einnahmen der Ngā Puhi. Heke und sein Cousin Titore teilten sich nämlich eine von ihnen erhobene Abgabe in Höhe von £5 auf jedes Schiff, das in die Bucht einfuhr. Pomares Problem war, dass er nicht länger Einnahmen von den amerikanischen Schiffen erzielte, die bei Otuihu gegenüber von Opua anlegten.
Heke und der Häuptling der Ngā Puhi, Pomare II, hatten Berichte des seit 1840 geschäftsführenden Konsuls der Vereinigten Staaten, William Mayhew gehört. Dieser und andere US-Amerikaner sprachen über die erfolgreiche Revolte der amerikanischen Kolonien gegen England in Angelegenheiten der Besteuerung. Heke besorgte sich von Henry Green Smith, einem Ladeninhaber in Wahapu, der Mayhew als geschäftsführender Konsul nachgefolgt war, eine US-Flagge. Nachdem Heke den Flaggenmast das zweite Mal gefällt hatte, setzte Heke die Stars and Stripes auf dem beschnitzten Hecksteven seines Kriegskanus.

## Befindlichkeiten der Ngāpuhi
In der Bay of Islands gab es einen vagen, aber weitverbreiteten Glauben, dass der Vertrag von Waitangi nur ein Trick der Pākehā sei. Es sei die Absicht der Weißen, das gesamte Land der Māori in Besitz zu nehmen, wenn sie stark genug geworden sind. Dazu kommen Hekes Ansichten über die erhobenen Zölle. Es gab weiterhin die Meinung, dass die britische Flagge am Flaggenmast auf dem Flagstaff Hill über der Siedlung Kororareka, anzeige, dass die Māori taurekareka (Sklaven) von Königin Victoria geworden seien. Diese Unzufriedenheit scheint durch Gespräche mit amerikanischen Händlern weiter gefördert worden zu sein. William Colenso, Drucker der Missionsgesellschaft CMS, schrieb in seiner Aufzeichnung zur Unterzeichnung des Vertrages von Waitangi, dass „nach einiger Zeit Te Kemara zum Tisch kam und seine Unterschrift auf das Pergament setzte, wobei er anmerkte, dass der römisch-katholische Bischof Jean Baptiste Pompallier (der das Treffen bereits verlassen hatte, bevor die Häuptlinge den Vertrag unterzeichneten) ihm gesagt habe, er solle nicht auf das Papier schreiben, da er sonst zum Sklaven gemacht würde.“

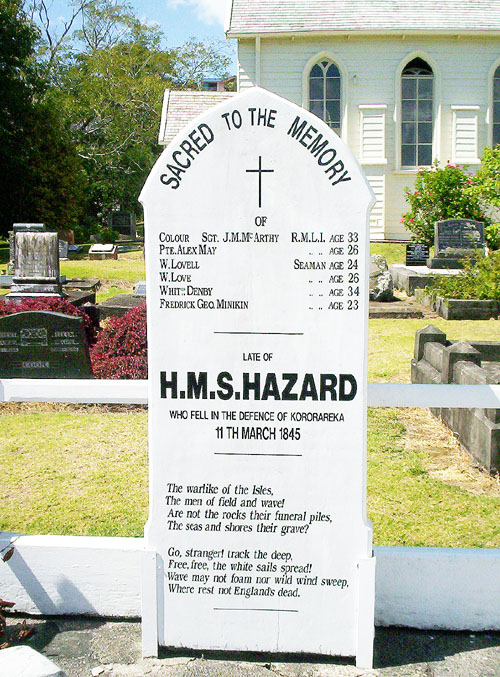
Denkmal in Russell für die bei der Brandschatzung von Kororareka getöteten Besatzungsmitglieder der HMS Hazard

Der Prozess und die Hinrichtung von Wiremu Kingi Maketu für Mord im Jahre 1842 war nach Meinung von Erzdiakon Henry Williams der Beginn von Hekes Widerstand gegen die Kolonialverwaltung. Heke begann unter den Ngāpuhi Unterstützung für eine Rebellion zu sammeln. Erst 1844 suchte Hone Heke offiziell die Unterstützung von Te Ruki Kawiti und anderen Führern der Ngāpuhi, indem er ihnen ein „ngākau“ übergab, also dem Brauch folgte, um Hilfe bei Stammesstreitigkeiten zu erbitten. Dies kann z. B. durch Übergabe eines Gegenstandes wie eines Steines erfolgen.

## Hone Heke zieht gegen Kororareka
Hone Heke und Te Ruki Kawiti arbeiteten Pläne aus, die Kolonialkräfte in eine Schlacht zu ziehen. Dazu sollten gezielte Provokationen gegen den Flaggenmast auf dem Maiki Hill am Nordende von Kororareka (Russell) erfolgen.
Im Juli 1844 beleidigte Kotiro, eine frühere Sklavin von Heke, diesen öffentlich. Kotiro war 15 Jahre zuvor bei einem südlichen Stamm gefangen worden und lebte nun mit ihrem englischen Ehemann namens Lord, dem Schlachter des Ortes, zusammen. Es gibt verschiedene Versionen des Ereignisses. Cowan schreibt 1922, dass Kotiro mit anderen Frauen gebadet habe. Während einer hitzigen Diskussion über Heke, soll sie ihn als upoko poaka oder Schweinekopf bezeichnet haben. Heke erfuhr dies und nutzte es als Vorwand für den geplanten Angriff auf den Ort.
Carleton stellte es 1874 so dar, dass schon die Anwesenheit von Kotiro und ihr Status als entlaufene Sklavin der Vorwand war. Heke habe sein Eigentum zurückgefordert. Der Bote Hekes habe die Nachricht im Metzgerladen überbracht, wo mehrere fette Schweine hingen. Die Frau habe Hekes Ansprüche vehement abgelehnt, auf eines der Schweine gezeigt und gesagt „das ist Heke“.
In jedem Fall nutzte Heke die Beleidigung als Vorwand in den Ort einzudringen und von Lord eine Geldzahlung als Kompensation für die Beleidigung zu verlangen. Dies wurde verweigert, so dass Heke und seine Krieger mehrere Tage im Ort blieben. Vordergründig, um auf der Zahlung zu bestehen, in Wirklichkeit aber um die Reaktion der Pākehā auszutesten.
Der Auckland Chronicle berichtete, Heke und seine Krieger hätten mit ihren Äxten vor den Gesichtern der Weißen herumgefuchtelt, einige weiße Frauen belästigt, sich entblößt und alles aus Lords Haus herausgeholt.

## Der Flaggenmast fällt das erste Mal

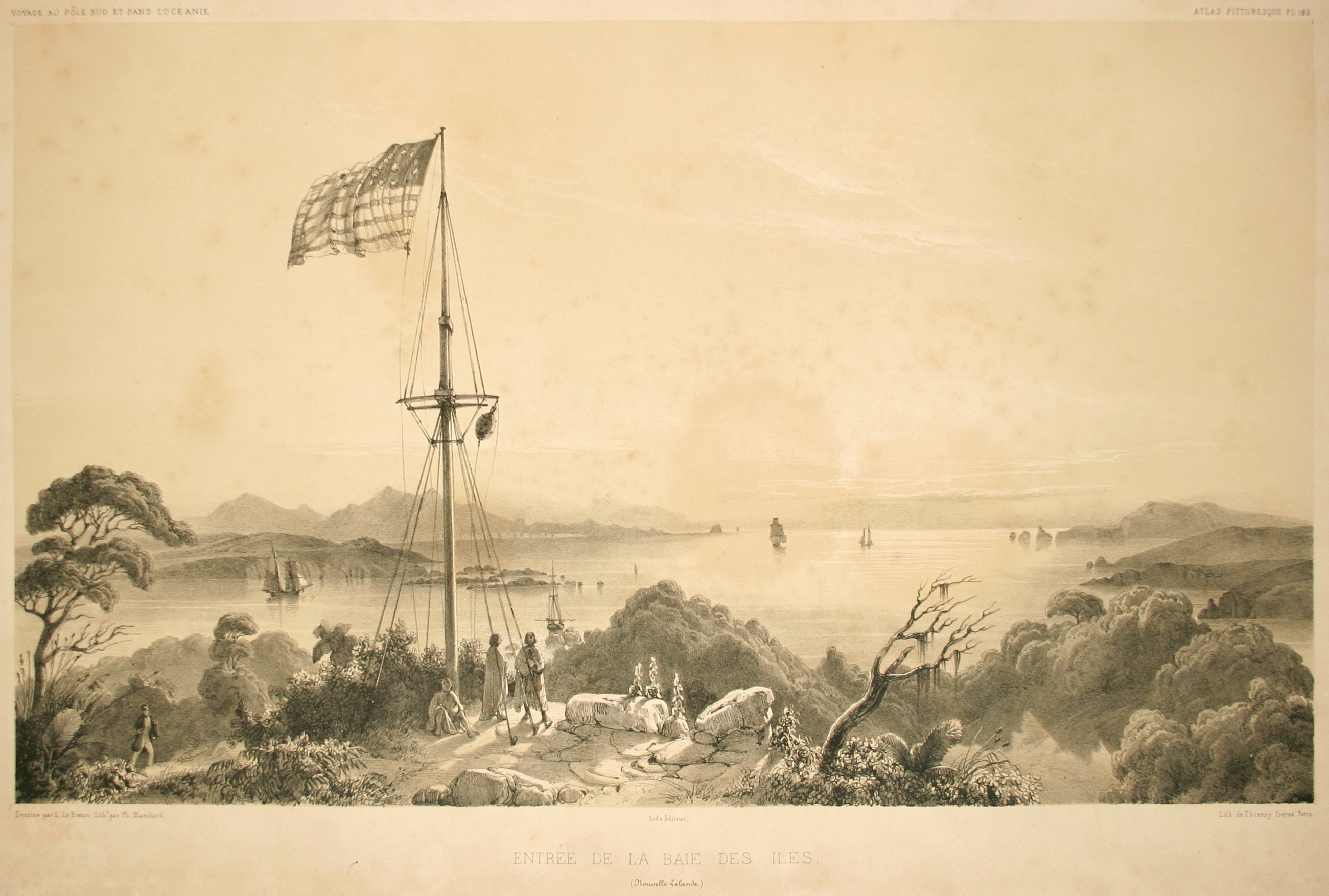
Darstellung des Hügels um 1840

Am 8. Juli 1844 wurde der Flaggenmast auf dem Flagstaff Hill (Maiki Hill) am Nordende von Kororareka (heute Russell) das erste Mal durch den Häuptling der Pakaraka, Te Haratua gefällt. Heke wollte den Mast selbst fällen, wurde durch Erzdiakon William Williams aber überzeugt, es nicht zu tun.
Der Auckland Chronicle berichtete: „[sie] zogen dann weiter zum Flaggenmast, den sie vorsätzlich fällten, mit dem Vorsatz die Regierung zu beleidigen und ihre Unzufriedenheit mit der britischen Autorität zum Ausdruck zu bringen.“
In der zweiten Augustwoche 1844 kam die Bark Sydney von New South Wales in der Bay of Islands an. Sie hatte 160 Offiziere und Mannschaften des 99. Regiments an Bord. Am 24. August 1844 kam Gouverneur Robert FitzRoy von Auckland auf der HMS Hazard in der Bay an. Sie wurde von der Regierungsbrig Victoria begleitet, auf der Truppen des 96. Regimentes unter Lieutenant-Colonel William Hulme waren. FitzRoy berief die Häuptlinge der Ngāpuhi für den 2. September zu einer Beratung in die Te Waimate Mission ein und entschärfte die Situation anscheinend. Tāmati Wāka Nene verlangte vom Gouverneur den Abzug der Truppen und etwas gegen die 1841 eingeführten Zölle zu tun, die zu wirtschaftlichen Nachteilen führten. Tāmati Wāka Nene und andere Häuptlinge der Ngāpuhi versuchten Heke in Schach zu halten und die Europäer in der Bucht zu schützen. Hone Heke besuchte das Treffen nicht, schickte aber einen Entschuldigungsbrief mit dem Angebot, den Flaggenmast zu ersetzen. Die Soldaten wurden nach Sydney zurückgeschickt. Die Einigung hielt aber nicht lange. Krieger der Ngāpuhi unter Führung von Te Ruki Kawiti und Hone Heke beschlossen die Europäer in Kororareka herauszufordern.

## Der Flaggenmast fällt zwei weitere Male
Am 10. Januar 1845 wurde der Flaggenmast ein zweites Mal umgelegt, diesmal von Heke. Am 17. Januar wurden ein Unteroffizier und 30 Mann zum Schutz des Mastes angelandet. Ein neuer, stärkerer Flaggenmast, der unten mit Eisen beschlagen war, wurde am 18. Januar aufgestellt und um ihn ein Wachposten errichtet. Nene und seine Männer orderten Wachen für den Flaggenmast ab, aber am nächsten Tag war der Mast erneut gefällt. Gouverneur Fitz Roy bat in New South Wales erneut um Verstärkungen.
Anfang Februar 1845 begannen Kawitis Krieger die Siedler ein oder zwei Meilen von Kororareka auszuplündern. Die Hazard kam am 15. Februar von Auckland und hatte Material zum Bau eines Blockhauses an Bord. Innerhalb weniger Tage war es um die Basis des Mastes errichtet und von 20 Soldaten als Wachmannschaft besetzt. Kurz darauf kaufte die Regierung den Mast eines im Hafen liegenden ausländischen Schiffes und installierte ihn als vierten Fahnenmast.
Die Britischen Kräfte umfassten 60 Soldaten des 96. Regiments und etwa 90 Royal Marines und Seeleute der Hazard, dazu Kolonisten und Seeleute von den Handelsschiffen, die etwa 200 bewaffnete Männer stellten.

## Plünderung von Kororareka, der Mast wird das vierte Mal gefällt
Der nächste Angriff auf den Flaggenmast am 11. März 1845 war eine ernstere Angelegenheit. Am 7. und 8. März gab es Zusammenstöße zwischen Ngāpuhi-Kriegern unter Hone Heke, Kawiti und Kapotai. Für den nächsten Tag, einen Sonntag, wurde eine Waffenruhe ausgerufen. An diesem Tag suchte der Erzdiakon der protestantischen Missionsstation, Brown, das Lager von Heke auf und feierte einen Gottesdienst mit ihm und seinen Leuten. Ein katholischer Priester feierte eine Messe für die Krieger von Kawiti, die Christen waren. Am Montag näherten sich Ngāpuhi-Krieger Kororareka, wurden aber beschossen. Ein späterer Bericht über die Angriffsvorbereitungen durch Missionare der CMS sagt aus, dass am Montag die Pläne von Heke dem Händler Gilbert Mair bekannt worden, der den Polizeirichter Beckham informierte. Dieser informierte Leutnant Phillpotts auf der Hazard, die Botschaft soll aber „mit Gleichgültigkeit, vermischt mit Geringschätzung“ aufgenommen worden sein.
Im Morgengrauen des Dienstags, 11. März, griffen etwa 600 Māori mit Musketen, doppelläufigen Flinten und Äxten Kororareka an. Hone Hekes Krieger griffen den Wachposten an, töteten alle Verteidiger und fällten den Flaggenmast ein viertes Mal. Zur gleichen Zeit, möglicherweise als Ablenkungsmanöver – griffen Te Ruki Kawiti und seine Männer die Siedlung Kororareka an. Am frühen Nachmittag explodierte das Pulvermagazin bei Polacks Palisade und umliegende Gebäude fingen Feuer. Die Garnison von etwa 100 Männern und Matrosen der Hazard konnten sich halten, bis die Einwohner auf die in der Bucht ankernden Schiffe evakuiert waren. Leutnant Phillpotts von der HMS Hazard ordnete den Beschuss von Kororareka mit Kanonen an. Die Māori plünderten die Gebäude und die meisten Gebäude im Norden des Ortes wurden niedergebrannt. Heke hatte angeordnet, dass das Südende der Gemeinde, wo sich die Kirche und die Häuser der Missionare befanden, nicht angerührt werden sollten. Tāmati Wāka Nene und seine Krieger beteiligten sich nicht an diesem Angriff. 19 oder 20 Europäer kamen ums Leben und etwa 23 wurden verwundet.
Am nächsten Morgen segelten die Überlebenden auf der Hazard, der 21-Kanonen-Korvette der Vereinigten Staaten USS St. Louis, der Regierungsbrigantine Victoria und dem Schoner Dolphin nach Auckland. Heke und Kawiti waren siegreich und die Europäer erst einmal erniedrigt worden.

## Angriff auf Pomares Pā

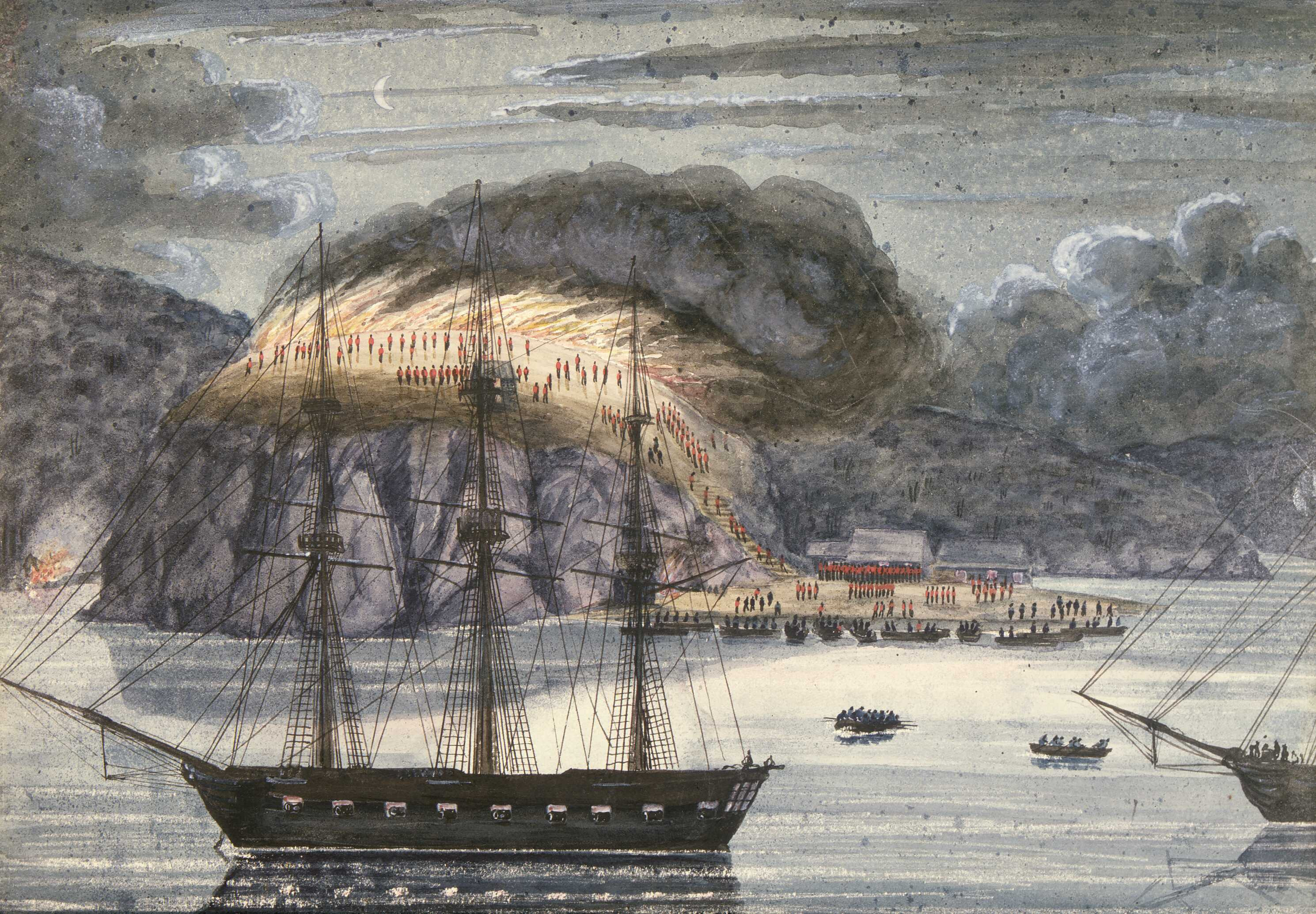
HMS North Star zerstört Pomares Pā, 1845. Gemälde von John Williams.

Die Briten hatten einheimische Alliierte, besonders Tāmati Wāka Nene und seine Männer. Dieser hatte den Briten versichert, dass sich die Ngāpuhi künftig wohlverhalten würden und sah sich von Hone Heke in seinem Vertrauen betrogen. Pomare II blieb neutral.
Die Kolonialregierung versuchte, ihre Autorität über die Bay of Islands wiederherzustellen. Am 28. März 1845 kamen Truppen des 58., 96. und 99. Regiments der Royal Marines sowie eine Congreve-Raketen-Einheit unter Kommando von Oberstleutnant William Hulme an. Am folgenden Tag griffen die Kolonialkräfte unter Missachtung von dessen neutraler Stellung Pomares Pā an. Der Anlass waren Briefe von Pomare an Pōtatau Te Wherowhero, die man abgefangen hatte und die man als „verräterisch“ ansah.
Da der Pā an der Küste lag, beschoss die HMS North Star ihn mit Kanonen. Die Kolonialkräfte konnten den Pā ohne Kampf einnehmen. Als Pomare kam, um nachzusehen was los war, wurde er gefangen genommen. Er befahl seinen Männern den Widerstand einzustellen und diese entkamen in den Busch. Die Briten plünderten den Pā und brannten ihn nieder. Diese Aktion traf auf beträchtliches Unverständnis, da Pomare von fast jedem als neutral angesehen wurde. In dem Pā brannten auch zwei Kneipen nieder, die Pomare eingerichtet hatte, um Siedler, Seeleute und Walfänger anzuziehen und mit ihnen Handel zu treiben. Pomare wurde auf der North Star nach Auckland gebracht und später nach Intervention von Tamati Waka Nene freigelassen.

## „Battle of the Sticks“
Nach dem Angriff auf Kororareka zogen Heke und Kawiti und die Krieger ins Landesinnere an den Lake Ōmāpere nahe Kaikohe, etwa 32 km oder zwei Tagesreisen von der Bay of Islands. Tāmati Wāka Nene baute einen Pā nahe dem Seeufer. Hekes Pā namens Puketutu war etwa 3 km entfernt, manchmal wird er auch als „Te Mawhe“ bezeichnet, der Hügel dieses Namens liegt aber etwas weiter nordöstlich. Im April 1845 sammelten sich die Kolonialstreitkräfte in der Bay of Islands. Währenddessen kam es zu zahlreichen kleinen Gefechten zwischen den Kriegern von Heke und von Nene auf dem kleinen Hügel Taumata-Karamu zwischen den Pā und auf dem offenen Landstrich zwischen Okaihau und Te Ahuahu. Heke hatte etwa 300 Krieger zur Verfügung. Kawiti schloss sich Heke Ende April mit weiteren 150 Kriegern an. Dem standen etwa 400 Krieger unter Tamati Waka Nene, darunter sein Bruder Eruera Maihi Patuone und die Häuptlinge Makoare Te Taonui (und sein Sohn Aperahama Taonui), Mohi Tawhai, Arama Karaka Pi und Nopera Pana-kareao gegenüber. F. E. Maning, Jacky Marmon und John Webster aus Opononi waren drei Pākehā Māori (bei den Eingeboren lebende Europäer), die an der Seite von Nene und den Kriegern vom Hokianga Harbour kämpften. Webster verwendete ein Gewehr mit gezogenem Lauf – damals eine Neuheit – und verschoss zweihundert Patronen.

## Angriff auf Hekes Pā in Puketutu
Nach der Zerstörung von Pomares Pā griffen die die Kolonoialstreitkräfte Hekes Pā an. Sie nutzten einen Fußweg von der Bay of Islands anstatt eines breiteren Karrenweges, der von Kerikeri durch Waimate, aber nahe an Hekes Pā vorbeiführte. Dazu mag der Wunsch beigetragen haben, die Missionare in der Te Waimate Mission aus dem Konflikt herauszuhalten. Daher konnten aber auch keine Kanonen mitgenommen werden. Nach einem schwierigen Überlandmarsch erreichten die Briten am 7. Mai 1845 den Puketutu Pā.
Oberstleutnant Hulme und sein Stellvertreter, Major Cyprian Bridge besichtigten den Pā und fanden ihn ziemlich gut ausgebaut. Mangels besserer Ideen beschloss man für den nächsten Tag einen Frontalangriff.
Die Briten hatten keine schweren Kanonen, aber ein Dutzend Congreve-Raketen. Die Māori hatten nie zuvor Raketen in Gebrauch gesehen. Die ersten zwei Raketen verfehlten ihr Ziel komplett, die dritte traf zwar die Palisade, schien aber keinen Schaden anzurichten. Das ermutigte die Māori beträchtlich. Bald waren alle Raketen verschossen und die Palisade noch intakt.
Die Sturmtruppen begannen vorzugehen. Dazu mussten sie erst einmal eine schmale Schlucht zwischen dem See und dem am Pā überqueren. Hier kamen sie unter heftigen Beschuss von der Palisade und aus dem umliegenden Busch. Kawiti und seine Krieger trafen ein und griffen die Kolonialkräfte im Busch und den Schluchten um den Pā an. Es wurde klar, dass sich genauso viele Feinde außerhalb des Pā, als im Inneren befanden. Es folgte eine heftige und verworrene Schlacht. Schließlich gewannen die Briten mit ihrer Disziplin und ihrem Zusammenhalt die Oberhand und trieben die Māori zurück in den Pā. Sie waren jedoch keinesfalls geschlagen. Ohne Artillerie hatten die Briten keine Möglichkeit, den Pā zu erobern. Hulme zog sich zur Bay of Islands zurück.
Bei der Schlacht wurden auf britischer Seite 13 Tote und 39 Verletzte gezählt, auch auf der Seite von Heke und Kawiti gab es Tote.
Die Schlacht wird manchmal auch „Schlacht von Okaihau“ genannt, Okaihau liegt aber 3 Meilen westlich.

## Überfall auf Kapotais Pā
Die Rückkehr erfolgte ohne Zwischenfall. Eine Woche später, am 15. Mai, unternahmen Major Bridge mit drei Kompanien und Krieger von Tāmati Wāka Nene einen Überraschungsangriff auf Kapotais Pā am Waikare Inlet, das einfach vom Meer erreichbar war. Die Verteidiger zogen sich aus dem Pā zurück. In den umliegenden Wäldern kam es zu Kämpfen zwischen Kriegern von Kapotai und Nene. Der Pā wurde niedergebrannt.
Oberstleutnant Hulme kehrte nach Auckland zurück und wurde durch Oberstleutnant Despard ersetzt, der wenig dazu tat, Vertrauen bei seinen Truppen zu erwecken.

## Schlacht von Ahuahu

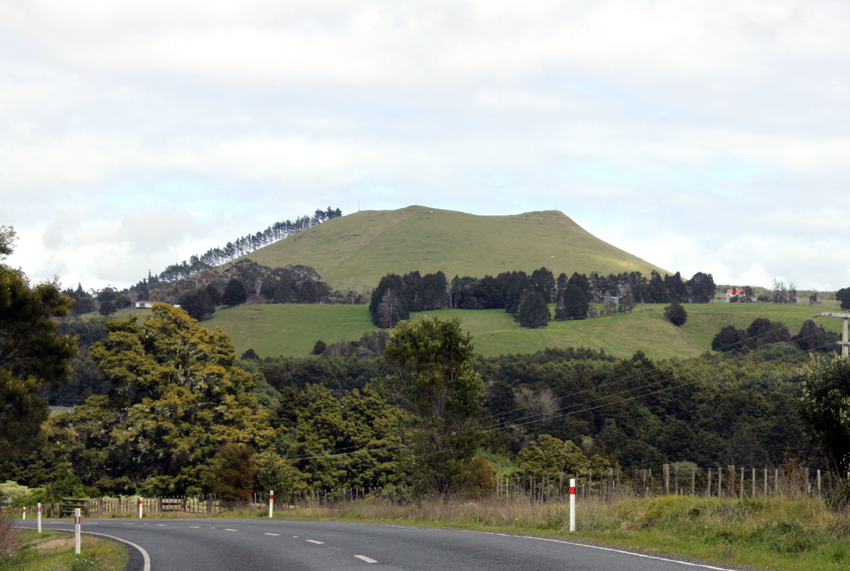
Te Ahuahu, von Waimate North aus gesehen

Bis in die 1980er tendierte die Geschichtsschreibung zum Ersten Māorikrieg dazu, die schlecht dokumentierte Schlacht von Te Ahuahu zu ignorieren. Dennoch war es in einiger Hinsicht die intensivste Kampfhandlung des Krieges. Es gibt keine detaillierten Aufzeichnungen über die Schlacht. Sie wurde zwischen den Māori von Hone Heke auf der einen und Tāmati Wāka Nene und seinen Kriegern auf der anderen Seite gekämpft. Da es keine britische Beteiligung gab, wird die Schlacht in wenigen zeitgenössischen britischen Werken erwähnt.
Nach der erfolgreichen Verteidigung des Puketutu Pā am Lake Ōmāpere kehrte Hone Heke in seinen Pā Te Ahuahu (auch Puke-nui), auf einem erloschenen Vulkan zurück. Te Ahuahu war nicht weit von Puketutu und dem Ort der später stattfindenden Schlacht von Ohaeawai entfernt. Einige Tage später zog er weiter nach Kaikohe, um Nahrung zu sammeln. Während seiner Abwesenheit eroberte einer von Tāmati Wāka Nenes Alliierten, Häuptling Makoare Te Taonui (der Vater von Aperahama Taonui), Te Ahuahu. Das war ein schwerer Schlag gegen Hekes Mana oder Prestige, so dass er so bald wie möglich zurückerobert werden musste.
Die resultierende Schlacht folgte traditionellen Kriegsregeln der Māori mit vorherigen Herausforderungen und Antworten darauf. Nach Maßstäben der Māori war es eine große Schlacht. Heke hatte zwischen 400 und 500 Krieger, Tāmati Wāka Nene etwa 300. Hone Heke verlor mindestens 30 Krieger. Es gibt keine detaillierten Aufzeichnungen über die am 12. Juni 1845 in der Nähe von Te Ahuahu bei Pukenui ausgefochtenen Schlacht. Hugh Carleton (1874) liefert eine kurze Beschreibung. Darin schreibt er, Heke habe gegen den Rat von Pene Taui den Fehler begangen, „Walker“ (Tāmati Wāka Nene), der nach Pukenui vorgerückt war, anzugreifen. Mit 400 Mann hätte er 150 von Nenes Männern überrascht, sei aber mit Verlusten zurückgeschlagen worden. Kahakaha sei getötet worden, Haratua erhielt einen Lungenschuss.
Reverend Richard Davis schrieb, dass am 12. eine heftige Schlacht zwischen den loyalen und den abtrünnigen Eingeborenen stattfand. Die Abtrünnigen seien trotz ihrer Stärke von 500 Männern von einer Streitmacht von nur 100 Loyalisten den ganzen Tag in Schach gehalten und schließlich vom Feld getrieben worden. Zwei Krieger auf Hekes und ein Krieger auf Nenes Seite seien gefallen. Einer der Gefallenen war ein Häuptling von großem Ansehen und Mut, so dass er vor dem Zaun vor Nenes Pā aufgebahrt wurde, bevor er begraben wurde. Die britischen Truppen in der Bay of Islands seien von Nene um Verstärkung gebeten worden, waren aber in ihren Bewegungen so langsam, dass sie erst am 24. am Ort des Geschehens eintrafen.
Tāmati Wāka Nene blieb im Besitz von Hekes Pā. Heke wurde schwer verwundet und griff erst einige Monate später, in der Endphase der Schlacht von Ruapekapeka wieder in den Krieg ein. In einem Brief an Oberstleutnant Despard wurde die Schlacht von Tāmati Wāka Nene als ein totaler Sieg über Heke bezeichnet.

## Schlacht von Ohaeawai

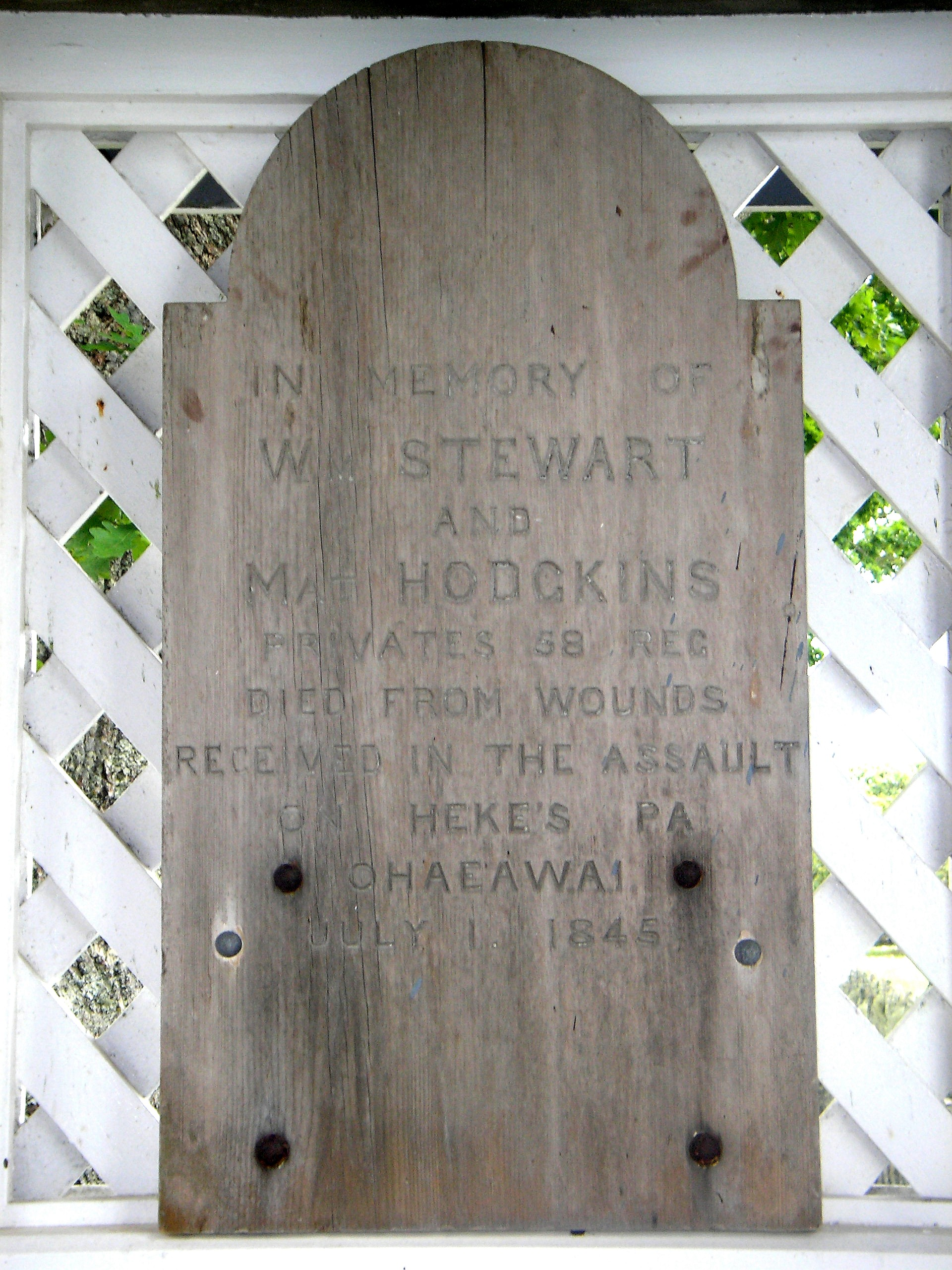
Hölzerner Grabstein für zwei der bei Ohaewai getöteten britischen Soldaten in der Te Waimate Mission

Es kam zu einer Debatte zwischen und dem Häuptling der Ngatirangi, Pene Taui, bezüglich des Ortes der nächsten Schlacht. Kawiti stimmte letztlich zu, dass Pene Tauis Pā in Ohaeawai dazu verstärkt werden sollte.
Obwohl es nun mitten im Winter war, bestand Despard darauf, den Feldzug fortzusetzen. Mit Truppen des 58. und 99. Regiments, Marinesoldaten und einem Artilleriedetachement segelte er über die Bucht zur Mündung des Kerikeri River und marschierte nach Ohaeawai, wo Kawiti starke Befestigungsanlagen um Pene Tauis Pā angelegt hatte. Die drei Meter hohe innere Palisade bestand aus extrem harten Puriri-Stämmen. Davor war ein Graben, in dem die Krieger geschützt ihre Musketen laden konnten, um dann durch Lücken der beiden äußeren Palisaden zu feuern. Die Wetterbedingungen waren schlimm: ständiger Wind und Regen, dazu ein aufgeweichter, schlammiger Boden. Es dauerte mehrere Tage, bis die gesamte Expedition bei der Waimate Mission versammelt war. Zu dieser Zeit war Despard apoplektisch, so sehr, dass er als Tāmati Wāka Nene mit 250 Mann eintraf, sagte, dass er, wenn er den Beistand von Wilden gewünscht habe, darum gebeten hätte. Glücklicherweise übersetzte der Übersetzer die Botschaft völlig anders.
Die Briten trafen am 23. Juni vor dem Ohaeawai Pā ein und richteten 500 m entfernt ein Lager ein. Auf dem nahegelegenen Hügel Puketapu bauten sie eine Batterie aus vier Kanonen auf. Sie eröffneten am nächsten Tag das Feuer, richteten bis zum Abend aber nur wenig Schaden an der Palisade an. Am nächsten Tag zogen sie die Kanonen bis auf 200 Meter an den Pā heran. Das Bombardment dauerte zwei weitere Tage, richtete aber nur wenig Schaden an. Teils war dies der elastischen Flachspolsterung der Palisade zuzuschreiben. Der Hauptfehler war jedoch, dass man das Kanonenfeuer nicht auf einen bestimmten Teil der Befestigung konzentrierte.
Nach dem erfolglosen Beschuss ordnete Despard wieder einmal einen Frontalangriff an. Er konnte mit Mühe dazu überredet werden, die Ankunft einer 32-Pfünder-Schiffskanone, die am nächsten Tag, den 1. Juli eintreffen sollte, abzuwarten. Ein unerwarteter Ausfall aus dem Pā führte dazu, dass die Anhöhe, auf der Tāmati Wāka Nene sein Lager hatte, zeitweise besetzt wurde und Nenes Flagge, der Union Jack in die Hände der Gegner fiel und in den Pā gebracht wurde. Dort wurde er verkehrherum auf halbmast unter der „Māori-Flagge“, einem Kākahu (Māori-Mantel) gehisst.
Diese Provokation führte zu einem verlustreichen Angriff der Briten. Aus Wut über die Beleidigung ordnete Despard einen Angriff auf den Pā noch am selben Tag an. Der Angriff wurde auf einen Abschnitt des Pā geführt, wo die Verteidiger die Angreifer von beiden Seiten von der Flanke beschießen konnten. Der Angriff war daher ein fahrlässiges Wagnis. Fünf bis sieben Minuten nach dem Angriff auf die intakte Palisade hatten die Briten 33 an Toten und 66 an Verwundeten verloren. Unter den Opfern war Captain Grant vom 58. Regiment und Leutnant Phillpotts von der HMS Hazard.
Erschüttert durch seine Verluste, wollte Despard seine Belagerung abbrechen. Die alliierten Māori waren dagegen. Tāmati Wāka Nene überzeugte Despard, einige Tage mehr zu warten. Es wurden mehr Munition und Versorgungsgüter herangebracht und der Beschuss wurde fortgesetzt. Am Morgen des 8. Juli fand man den Pā leer vor, der Feind hatte ihn in der Nacht verlassen. Als die britischen Offiziere die Befestigung besichtigten fanden sie diese noch stärker als befürchtet. Er wurde gründlich zerstört und die Briten kehrten an die Bay of Islands zurück. Te Ruki Kawiti und seine Krieger entkamen, Hone Heke erholte sich von seinen Verletzungen und ein neuer, noch stärkerer Pā wurde in Ruapekapeka gebaut.
Die Schlacht von Ohaeawai wurde von den Briten als Sieg gefeiert, obwohl ein Drittel der Soldaten gestorben war. In Wirklichkeit entkamen Kawiti und seine Krieger in einem taktischen Rückzug. Die Ngāpuhi befestigten den Ruapekapeka Pā, um von dort aus die Briten auf einem von Te Ruki Kawiti gewählten Schlachtfeld anzugreifen.
Ein Bericht von Reverend Richard Davis von der Te Waimate Mission, der den Pā während der Belagerung gesehen hatte, führte dazu, dass sich Despard über die Einmischung des Missionars in die Militäraktion gegen Hone Heke beschwerte. Davis kommentierte: „Die Eingeborenen, so weiß ich, sind völlig in der Lage, für sich selbst zu sorgen. Es war eine glückliche Sache für die Truppen, dass es ihnen nicht gelang, in den Pa hinein zu gelangen. Hätten sie ihr Ziel erreicht, wären die armen Kerle aufgrund der Konstruktion des Pa alle gefallen. Es war ein trauriges Opfer von Menschenleben, das nicht nötig war. Der Oberkommandierende hatte jede Gelegenheit, das Innere des Forts von nur 500 Yard entfernten Anhöhen aus zu sehen. Die Leute äußerten sich ziemlich deutlich zu der Sache. Der Mut der armen Kerle, die den Angriff führten, war über jeden Zweifel erhaben. Aber die Weisheit ihres Kommandierenden wurde in Frage gestellt. Mögen weisere Köpfe als meiner darüber richten.“

## Schlacht von Ruapekapeka

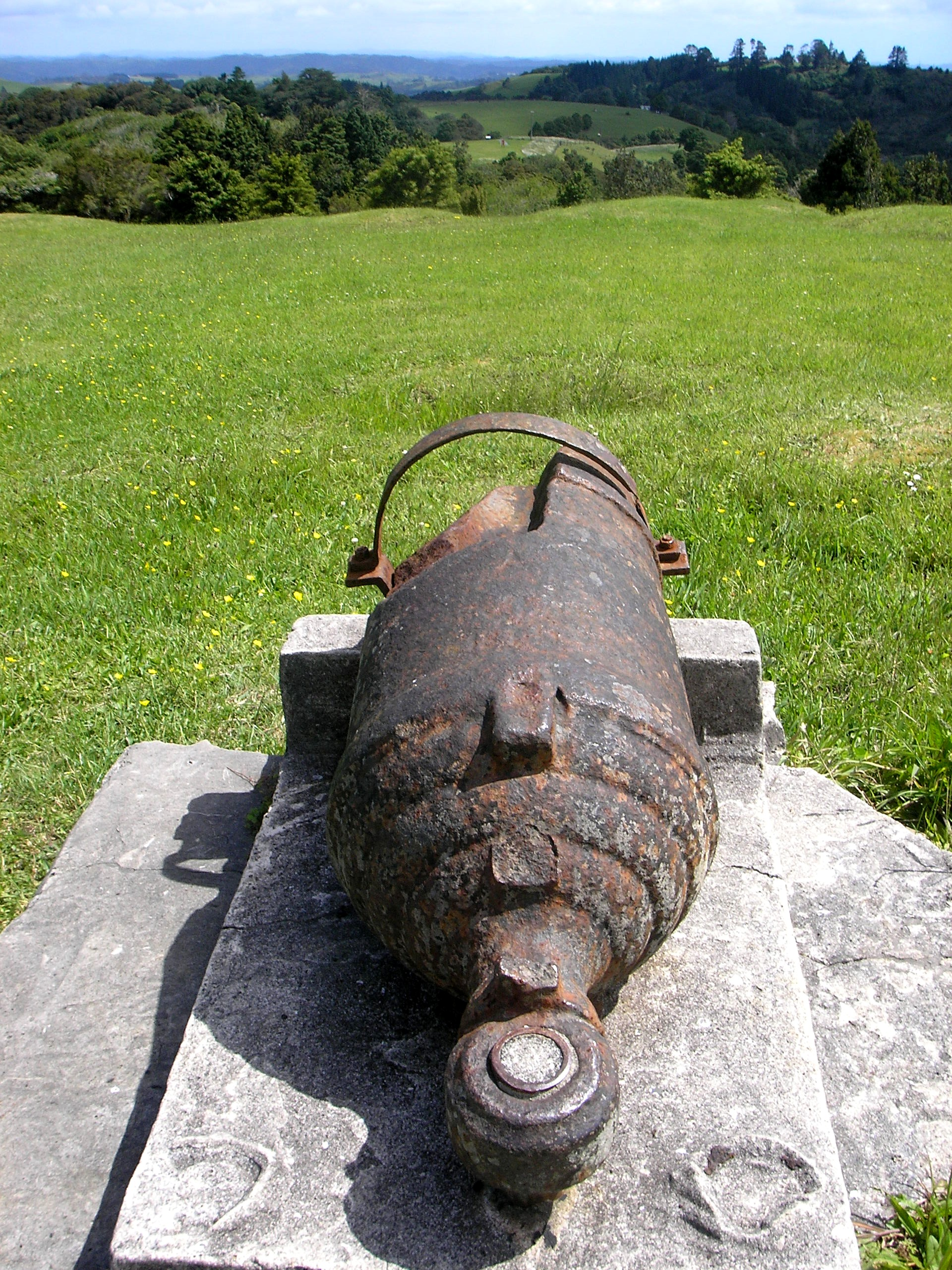
Eine zerstörte Kanone im zentralen Pā zeigt auf die britische vorgeschobene Position (grasbewachsenes Areal in Bildmitte)

Nach der Schlacht von Ohaeawai blieben die Truppen bis Mitte Oktober in Waimate, währenddessen sie am 16. Juli 1845 Te Haratuas Pā in Pakaraka zerstörten. Der neue gewählte Gouverneur George Edward Grey versuchte einen Frieden zu schließen. Die Māori-Rebellen wollten aber die Stärke ihres neuen Pā in Ruapekapeka gegen die Briten testen und zeigten kein Interesse. Eine beträchtliche Streitmacht wurde in der Bay of Islands zusammengezogen. Zwischen dem 7. und 11. Dezember 1845 zog sie zum Oberlauf des Kawakawa River, eines der Flüsse, die in die Bay of Islands münden. Sie musste dann 15 bis 20 Kilometer sehr schwieriges Terrain durchqueren, bevor sie Kawitis neuen Pā, „Ruapekapeka“ („Fledermausnest“) erreichte. Dieser von Te Ruki Kawiti gebaute Pā wurde nach der beim Ohaeawai Pā verwendeten Konstruktion optimiert. Leutnant Balneavis, der an der Belagerung teilnahm, beschrieb Ruapekapeka in seinem Tagebuch als „ein Modell des Ingenieurwesens, mit einer dreifachen Palisade und befestigten Hütten im Innenraum. Ein großer Erdwall an seiner Rückseite mit Unterständen, in denen die Männer lebten, Verbindungslinien mit unterirdischen Passagen, die den Graben durchzogen“.
Es dauerte zwei Wochen, schwere Kanonen heranzuschaffen. Am 27. Dezember 1845 begann der Beschuss. Die Belagerung dauerte etwas über zwei Wochen mit genug Patrouillen und Ausfällen aus dem Pā, um beide Seiten aufmerksam zu halten. Dann, am Morgen des Sonntags dem 11. Januar 1846, stellten Tāmati Wāka Nenes Männer fest, dass der Pā anscheinend verlassen worden war. Obwohl Te Ruki Kawiti und wenige seiner Krieger zurückblieben, schienen diese vom daraufhin folgenden britischen Angriff überrascht worden zu sein. Die Angreifer trieben Kawiti und seine Krieger aus dem Pā. Hinter dem Pā folgten Kämpfe und die meisten Opfer gab es in dieser Phase der Schlacht.
Der Grund, warum die Verteidiger anscheinend den Pā erst verlassen und dann wieder betreten haben, ist Gegenstand der Diskussion. Es wurde später angeführt, die meisten Māori seien zum Gottesdienst gewesen (viele von ihnen waren gläubige Christen). Von ihren ebenfalls christlichen Gegnern hätten sie keinen Angriff an einem Sonntag erwartet. Reverend Richard Davis schrieb in seinem Tagebuch zum 14. Januar 1846: „Gestern kam die Nachricht, daß der Pa am Sonntag von den Seeleuten eingenommen wurde und dass zwölf Europäer getötet und dreißig verwundet wurden. Der Verlust bei den Eingeborenen ist unsicher. Es scheint, dass die Eingeborenen keinen Kampf am Sabbath erwartet hatten und der größte Teil von ihnen befand sich außerhalb des Pa, rauchend und spielend. Es wurde auch berichtet, dass die Truppen sich zum Gottesdienst sammelten. Die Teerjacken hatten mit ihrer Kanone am Samstag eine größere Bresche geschlagen und zogen ihren Vorteil aus der Sorglosigkeit der Eingeborenen. Sie gingen in den Pa, kamen aber nicht ohne harte Nahkämpfe in seinen Besitz.“
Spätere Kommentatoren zweifeln an dieser Version, da auch die Schlacht von Ohaeawai an einem Sonntag fortgesetzt wurde. Sie führen die Erklärung an, dass Heke den Pā absichtlich aufgegeben habe, um im umliegenden Busch einen Hinterhalt für die Verfolger zu legen. Die gute Deckung hätte Heke einen beträchtlichen Vorteil verschafft. Wenn dies wahr ist, war Hekes Hinterhalt nur teilweise erfolgreich, da Kawitis Männer, die fürchteten, ihr Häuptling sei gefallen, Richtung Pā zurückkehrten und die Schlacht zwischen ihnen und den Briten unmittelbar hinter dem Pā stattfand.
Es war Brauch bei den Māori, dass der Ort einer Schlacht bei der Blut geflossen war, Tabu wurde. So verließen die Ngāpuhi den Ruapekapeka Pā. Nach der Schlacht zogen Kawiti und seine Krieger mitsamt ihren Gefallenen etwa 6,5 km nordwestlich nach Waiomio, dem historischen Sitz der Ngatihine. Die Briten blieben im Besitz des Pā. Despard nahm einen „brillanten Erfolg“ für sich in Anspruch. Die Opfer der Briten betrugen im 58. Regiment 2 Tote, im 99. Regiment 1 Toter und 11 Verletzte; 2 Marinesoldaten wurden getötet und 10 verletzt, hinzu kamen 9 tote und 12 verletzte Seeleute.

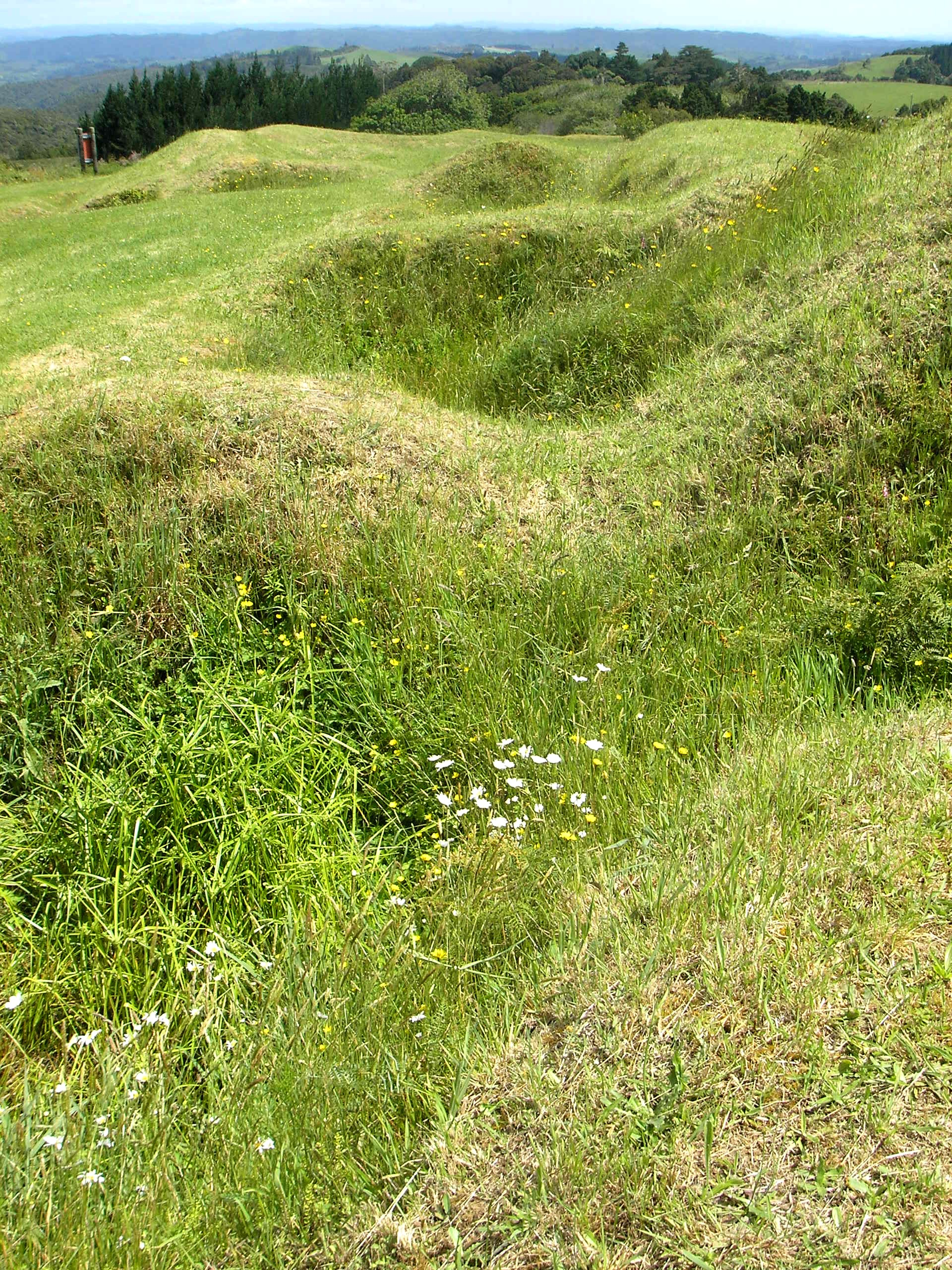
Erhaltene Erdwerke in Ruapekapeka

Spätere Untersuchungen des Pā zeigten, dass er sehr gut entworfen und sehr stark gebaut war. Unter anderen Umständen hätte es eine lange und opferreiche Belagerung werden können. Die Erdwerke sind südlich von Kawakawa erhalten. Das geniale Design des Ohaeawai Pā und Ruapekapeka Pā wurde anderen Māoristämmen bekannt. Diese Konstruktionen waren die Grundlage der Gunfighter Pā, die in der Endphase der Neuseelandkriege gebaut wurden.
Die Schlacht am Ruapekapeka Pā markiert das Ende des Flagstaff War. Kawiti und Heke erlitten zwar keine direkte militärische Niederlage, aber der Krieg hatte negative Einflüsse auf die Ngāpuhi – so die Störung der Landwirtschaft, durch die Briten mitgebrachte Krankheiten und die Störung der Gesellschaft. Obwohl Kawiti den Willen weiterzukämpfen äußerte, gaben Kawiti und Heke bekannt, dass sie die Rebellion beenden würden, wenn die Kolonialstreitkräfte das Land der Ngāpuhi verlassen würden. Sie baten Tāmati Wāka Nene, als Vermittler bei den Verhandlungen mit Grey zu dienen. Der Gouverneur erkannte, dass Milde der beste Weg war, den Frieden im Norden zu sichern. Heke und Kawiti wurden amnestiert und nichts von ihrem Land wurde beschlagnahmt. Das veranlasste Wāka, zu Gouverneur Grey zusagen, „you have saved us all“ („Sie haben uns alle gerettet“).
Während des Krieges beklagten die Briten 82 Tote und 164 Verwundete. Heke and Kawiti gaben ihre Verluste mit 60 Toten und 80 Verletzten an, die Briten schätzten sie auf 94 Tote und 148 Verletzte. Über die Verluste der mit den Briten alliierten Māori gibt es keine Angaben.

## Ausgang des Krieges
Nach dem Fall von Ruapekapeka traten Kawiti und Heke mit dem Wunsch nach einem Waffenstillstand an Tāmati Wāka Nene heran. Dies bedeutet nicht, dass sie sich den Forderungen der Briten zu beugen wünschten, sondern spiegelt den wirtschaftlichen Druck auf die Ngāpuhi und die Unterbrechung ihrer Nahrungsversorgung sowie Epidemien, die eine signifikante Zahl forderten, wider. Der Krieg dauerte nach Maßstäben der Māori außergewöhnlich lang und ihre Verluste waren zwar nicht vernichtend, aber ernst. Die an lange kriegerische Auseinandersetzungen eher gewöhnten Briten hätten möglicherweise eher die Ressourcen zur Fortsetzung des Krieges gehabt, wäre es nicht im Süden der Nordinsel um Wellington zu neuen Unruhen durch die beginnenden Neuseelandkriege gekommen.
Der Ausgang des Flagstaff War ist umstritten. Obwohl die Briten ihn als eigenen Sieg feierten, ist das Ergebnis etwas differenzierter. Zu einem gewissen Grade hatte die Regierung ihr Ziel erreicht: die Rebellion von Kawiti und Heke war beendet worden.
Die Einnahme des Ruapekapeka Pā kann als taktischer Sieg der Briten gewertet werden. Der Pā war jedoch ein als Ziel für die Briten errichteter Zweckbau. Sein Verlust war kein besonders großer Schaden. Heke und Kawiti entkamen mit ihrer intakten Streitmacht.
Kawiti und Heke zogen erhebliche Vorteile aus dem Krieg. Heke erlebte einen starken Anstieg an Popularität und Autorität. Der Missionar Richard Davis schrieb im August 1848, dass Heke sich selbst zu höchsten Ehren erhoben habe und dass die Stämme ringsum ihm zutiefst die Ehre erwiesen.
Beide Kriegsgegner fanden aber die Aussicht eines Friedens wegen der beträchtlichen Verluste attraktiv.

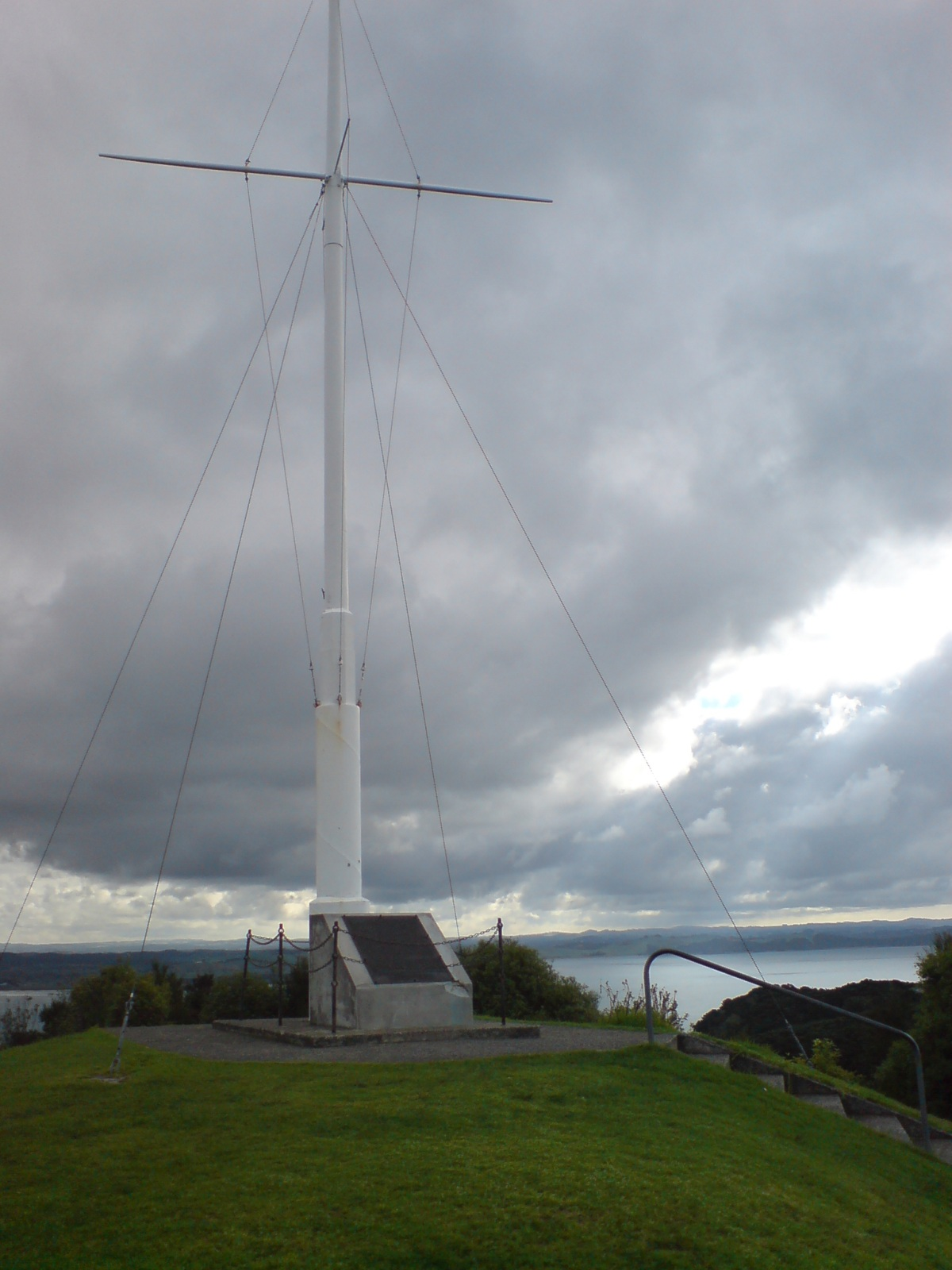
Der fünfte Flaggenmast auf dem Flagstaff Hill 2007

Im militärischen Sinne kann man das Ergebnis des Krieges als Unentschieden sehen: beide Seiten wünschten sein Ende, beide gewannen etwas und die Situation blieb mehr oder weniger wie vor Beginn der Kämpfe. Auf politischer Ebene hatte er zur Folge, dass unter den Gouverneuren Grey und Thomas Gore Browne die Kolonialverwaltung verpflichtet war, die Meinung der Ngāpuhi einzuholen, bevor Aktivitäten am Hokianga Harbour und der Bay of Islands gestartet wurden. Das Waitangi Tribunal äußerte im The Te Roroa Report 1992 (Wai 38), dass es nach dem Krieg im Norden die Strategie der Regierung war, eine europäisch besiedelte Pufferzone zwischen dem Ngapuhi und Auckland zu schaffen.
Der Flaggenmast, der die Kontroverse ausgelöst hatte, wurde von der Regierung nicht wieder aufgebaut. Obwohl die Region nominell unter britischem Einfluss blieb, war dieser Fakt symbolisch sehr bedeutsam.
Im Januar 1858 wurde auf dem Flagstaff Hill ein neuer Fahnenmast errichtet. Der Sohn von Kawiti, Maihi Paraone Kawiti ließ ihn von Ngāpuhi-Kriegern, die am Krieg beteiligt waren, als Zeichen des guten Willens errichten. Die Krieger von Tāmati Wāka Nene wurden als ehemalige Gegner nur als Zuschauer zugelassen.